# Historia de la Copa Davis

## Inicios

Dwight Davis.

La primera Copa Davis fue disputada en 1900 cuando Estados Unidos desafió a Reino Unido, que compitió entonces bajo el nombre de islas británicas. El torneo se escenificó en el Longwood Cricket Club en la ciudad de Boston en Massachusetts, y los estadounidenses dieron la sorpresa consiguiendo una inalcanzable ventaja de 3-0.
La idea del campeonato fue concebida un año antes por cuatro miembros del equipo de tenis de la Universidad de Harvard que querían organizar un encuentro entre Estados Unidos y Gran Bretaña. Cuando las dos respectivas asociaciones nacionales llegaron a un acuerdo, uno de los cuatro jugadores, Dwight Davis, diseñó el formato de un torneo y ordenó la adquisición de un trofeo, comprándolo con su propio dinero.
Originalmente el torneo fue llamado el International Lawn Tennis Challenge, pero pronto pasó a ser conocido como Copa Davis en nombre del trofeo de Dwight Davis, que fue diseñado por William Durgin y elaborado por Rowland Rhodes.
En 1905 la Copa Davis se expandió para incluir a Francia, Austria, Bélgica y Australasia, un equipo combinado de jugadores de Australia y Nueva Zelanda. Ya para la década de 1920 más de 20 naciones jugaban regularmente en la competencia.

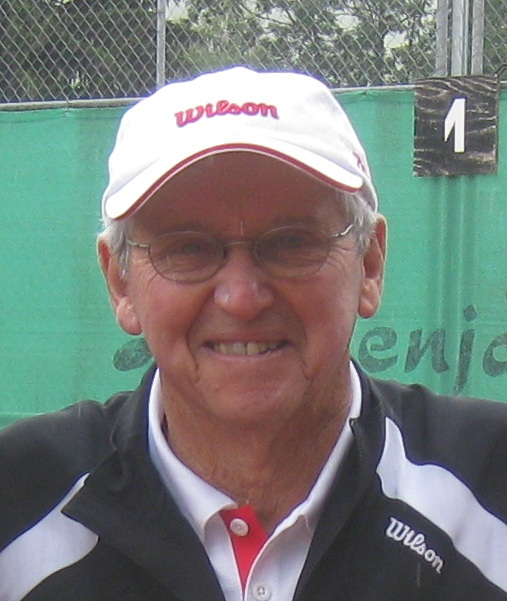
Roy Emerson.

Los primeros años fueron dominados por Estados Unidos, Gran Bretaña y Australasia, pero Francia puso fin a ese período en 1927. Liderada por los famosos Cuatro Mosqueteros —Jean Borotra, Jacques Brugnon, Henri Cochet y René Lacoste— Francia se embarcó en una racha victoriosa que duró seis años.
Estados Unidos, Gran Bretaña y Australasia retomaron nuevamente el control en los años treinta y no fue hasta los años setenta que otra nación distinta logró el triunfo. En las décadas de 1950 y 1960 el torneo fue dominado por Australia, destacando los jugadores Ken Rosewall, Neale Fraser, Rod Laver y John Newcombe. Durante este tiempo, los australianos Harry Hopman y Roy Emerson inscribieron sus nombres en los libros de historia de la Copa Davis al ganar más títulos como capitán y jugador, respectivamente. Hopman cosechó 16 triunfos y Emerson ocho.
En 1969, un año después del inicio de la Era Abierta en el tenis, por primera vez 50 naciones compitieron en la Copa Davis. Posteriormente, en 1972 la competencia experimentó un gran cambio de formato al eliminarse la Ronda del Retador con lo cual el campeón reinante dejó de tener acceso directo a la final, teniendo que jugar cada ronda. En ese mismo año, Nicola Pietrangeli jugó su última serie para Italia, poniendo punto final a una distinguida carrera y dejando muchos récords de Copa Davis aún vigentes, incluyendo el de más puntos disputados (164) y más puntos ganados (120).
En 1974 Sudáfrica se convirtió en la quinta nación y única africana que levanta el trofeo, siendo seguida rápidamente por Suecia, Italia y Checoslovaquia, lo que coincidió con el aumento de popularidad de la competencia en el mundo.

## Grupo Mundial
En 1981 fue introducido el actual formato de Copa Davis y es creado un Grupo Mundial de 16 naciones que buscan la gloria cada año. El resto de naciones fueron divididas en Grupos Zonales Regionales con promociones y descensos en juego. Dicho año también marco el comienzo de la sociedad comercial con NEC, el primer Patrocinador del Título en la competencia, lo que permitió que se otorgasen premios en efectivo.
Los años 1980 fueron testigos de una nueva era de jugadores suecos que conquistaron tres títulos y también el comienzo de un periodo de seis años de protagonismo alemán con la conquista de tres títulos. En 1993 la Copa Davis dio la bienvenida a 100 naciones por primera vez y seis años más tarde la competencia celebró su centenario.
España comenzó los años 2000 ganando su primer título de Copa Davis y luego consiguió tres victorias más para establecerse como la nación más dominante en la competencia en los últimos tiempos. En 2000 Chile y Argentina protagonizaron la Serie de los sillazos en Santiago, el «mayor escándalo en la historia del certamen», ya que una minoría del local público chileno, bajo los efectos del alcohol, arrojó objetos para suspender la serie y el equipo argentino no se presentó a su reanudación. Rusia y Croacia, nación que se convirtió en la única nación no preclasificada en coronarse como campeón, también ganaron títulos en la década. En 2016 gana por única vez un equipo latinoamericano, Argentina, cuando participaron 124 naciones. No ha sido conquistada por equipos asiáticos. Desde 2019 el Grupo Mundial jugará en una sede fija, comenzando en Madrid (España).